# La Rue Kétanou
La Rue Kétanou är en fransk musikgrupp som blandar olika slags musik, bland annat reggae, med teater, humor och poesi. Namnet som kommer från La rue qui est à nous, betyder "Gatan som är vår" eller "Vår gata".

## Diskografi
- 2001 – En attendant les caravanes
- 2002 – Y'a des cigales dans la fourmilière
- 2004 – Ouvert à double tour
- 2009 – À Contresens